# Marbleton (Wyoming)
Marbleton es un pueblo ubicado en el condado de Sublette en el estado estadounidense de Wyoming.  En el año 2010 tenía una población de 1.094 habitantes y una densidad poblacional de 607.78 personas por km² .

## Geografía
Marbleton se encuentra ubicado en las coordenadas 42°33′25.71″N 110°6′1.98″O / 42.5571417, -110.1005500. Según la Oficina del Censo, la localidad tiene un área total de 1,8 km² (0,7 mi²), de la cual 1,8 km² (0,7 mi²) es tierra y 0 km² (0 mi²) (0.0%) es agua.

### Localidades adyacentes
El siguiente diagrama muestra a las localidades en un radio de 40 kilómetros (24,9 mi) de Marbleton.

## Demografía
En el 2000 la renta per cápita promedia del hogar era de $41.406, y el ingreso promedio para una familia era de $46.250. El ingreso per cápita para la localidad era de $18.446. En 2000 los hombres tenían un ingreso per cápita de $38.250 contra $17.500 para las mujeres. Alrededor del 4.20% de la población estaba bajo el umbral de pobreza nacional.